# Bartenheim
Bartenheim é uma comuna francesa na região administrativa de Grande Leste, no departamento Alto Reno. Estende-se por uma área de 12,87 km². Em 2010 a comuna tinha 3 995 habitantes (densidade: 310,4 hab./km²).